# Stefan Inis
Stefan Ryszard Inis (ur. 3 kwietnia 1898 w Warszawie, zm. 8 grudnia 1940 w Ostrzeszowie) – rotmistrz kawalerii Wojska Polskiego, kawaler Krzyża Srebrnego Orderu Wojskowego Virtuti Militari.

## Życiorys
Urodził się w rodzinie Juliana (dyrektora hotelu) i Franciszki z Lewczewskich (nauczycielki). Uzyskał maturę, po czym rozpoczął kształcenie na Wydziale Technicznym warszawskiej Wolnej Wszechnicy Polskiej. Od roku 1912 działał w skautingu, a w listopadzie 1918 r. wyjechał do Lublina, gdzie wstąpił w szeregi 1 Lubelskiego pułku piechoty, z którym wziął udział w odsieczy Lwowa. Z początkiem maja 1919 r. został na własną prośbę przeniesiony do 11 pułku ułanów. W randze wachmistrza wziął udział w wojnie polsko-bolszewickiej, przebywając na froncie od połowy czerwca 1920 r. Odznaczył się w dniu 21 września tr. podczas walk pod Białozierką, kiedy to wraz ze swym plutonem taczanek został przydzielony do 2 szwadronu 11 pułku ułanów, otrzymując zadanie torowania drogi 1 Brygadzie Jazdy. Po napotkaniu silnego oporu wrogiej piechoty podjechał taczanką blisko jej pozycji i ogniem karabinu maszynowego zmusił bolszewików do milczenia, umożliwiając osiągnięcie sukcesu 2 szwadronowi. Za ten czyn odznaczony został Krzyżem Srebrnym Orderu Virtuti Militari. Nadanie to zostało następnie potwierdzone dekretem Wodza Naczelnego marszałka Józefa Piłsudskiego L. 11434.VM z dnia 3 lutego 1922 r. (opublikowanym w Dzienniku Personalnym Ministerstwa Spraw Wojskowych Nr 2 z dnia 18 lutego 1922 r.).
W II połowie listopada 1920 r. został bezterminowo urlopowany z wojska i rozpoczął (w styczniu 1920 r.) kształcenie w Centralnej Szkole Jazdy w Grudziądzu, po ukończeniu której ponownie przydzielono go do 11 pułku ułanów. Dekretem Naczelnika Państwa i Wodza Naczelnego z dnia 3 maja 1922 r. (sygnatura: L. 19400/O.V.) został zweryfikowany w stopniu podporucznika ze starszeństwem z dnia 1 grudnia 1921 r. i 378. lokatą łączną w korpusie oficerów jazdy (była to jednocześnie 74. lokata w starszeństwie). Przez całą swą karierę służył w 11 pułku ułanów z Ciechanowa. W tym czasie zajmował między innymi stanowiska dowódcy szwadronu karabinów maszynowych, dowódcy plutonu łączności oraz oficera mobilizacyjnego pułku. Awansowany do rangi porucznika kawalerii ze starszeństwem z dnia 1 sierpnia 1923 r., a do stopnia rotmistrza ze starszeństwem od 1 stycznia 1932 r.. Na dzień 23 marca 1939 r. nadal piastował stanowisko oficera mobilizacyjnego 11 p. uł. i zajmował 12. lokatę w swoim starszeństwie pośród rotmistrzów kawalerii.
W ramach Ośrodka Zapasowego 11 pułku ułanów wziął udział w kampanii wrześniowej. Do niemieckiej niewoli dostał się w dniu 14 września 1939 r. 20 października tr. został z niej zwolniony, po czym ponownie osadzono go w obozie i przewieziono do oflagu II C Woldenberg. Tam zachorował ciężko na serce, w związku z czym, w maju 1940 r., przeniesiono go do szpitala - lazaretu w Ostrzeszowie (Schildberg). Zmarł w tymże szpitalu w grudniu 1940 r.. Spoczywa w zbiorowym grobie na cmentarzu Parafii Najświętszej Maryi Panny Wniebowziętej w Ostrzeszowie (sektor Miejsce Pamięci 2-1-1). 
Stefan Inis był żonaty z Jadwigą z Pruskich, ich małżeństwo było bezdzietne. 

## Ordery i odznaczenia
- Krzyż Srebrny Orderu Wojskowego Virtuti Militari nr 5104[13][14]
- Krzyż Walecznych[15]
- Srebrny Krzyż Zasługi (19 maja 1930)[16][8]
- Medal Pamiątkowy za Wojnę 1918–1921[17]
- Medal Dziesięciolecia Odzyskanej Niepodległości[17]
- Państwowa Odznaka Sportowa[17]
- Odznaka Strzelecka[17]
- Medal 10 Rocznicy Wojny Niepodległościowej (Łotwa, 1929)[18]